# رئیس‌جمهور ایتالیا
رئیس‌جمهور ایتالیا یا رسماً رئیس‌جمهور جمهوری ایتالیا (به ایتالیایی: Presidente della Repubblica Italiana) رئیس کشور ایتالیا است. وی نماینده وحدت ملی است و تضمین می‌کند که سیاست ایتالیا مطابق با قانون اساسی است. دوره ریاست جمهوری هفت سال به طول می‌انجامد. متصدی کنونی آن، قاضی پیشین دادگاه قانون اساسی، سرجو ماتارلا است که در انتخابات ۳۱ ژانویه ۲۰۱۵ به این سمت رسید و در سال ۲۰۲۲ تمدید شد.
کاخ کیرینال در رم اقامتگاه رسمی رئیس‌جمهور ایتالیا است. ۱۲ رئیس‌جمهور این کشور تنها از ۶ ناحیه از ۲۰ ناحیه کشور هستند؛ ۳ نفر اهل کامپانیا (هر سه زاده ناپل) و ۳ تَن دیگر اهل پیمونت، ۲ نفر اهل ساردینیا (هر دو زاده ساساری) و ۲ تن دیگر اهل توسکانی، یکی اهل لیگوریا و دیگری اهل سیسیل هستند.

## انتخاب
رئیس‌جمهور هر هفت‌سال با آرای ۱۰۰۹ نفر انتخاب می‌شود که این گروه انتخاب‌کنندگان متشکل از ۹۵۱ نمایندهٔ مجلس ایتالیا و ۵۸ نمایندهٔ منطقه‌ای هستند. در ایتالیا رأی‌گیری مخفی است و در چند دور انجام می‌شود. در سه دور نخست، رئیس‌جمهور باید دوسوم آرا را به دست آورد و در مرحلهٔ بعد، کسب رای ۵۰۵ کافی است.
طولانی‌ترین مراسم رأی‌گیری ریاست‌جمهوری در تاریخ ایتالیا انتخاب جووانی لئونه در سال ۱۹۷۱ بود که رای‌گیری آن در ۲۳ دور انجام شد.

## وظایف
جایگاه و بیشتر وظایف رئیس‌جمهور ایتالیا تشریفاتی است. اما اختیارات او در شرایطی که بحرانی گریبان‌گیر دولت می‌شود سرنوشت‌ساز است. برای همین در ایتالیا قدرت رئیس‌جمهور به آکوردئون تشبیه می‌شود.
رئیس‌جمهور ایتالیا اختیار انحلال مجلس، تشکیل دولت، و گزینش اعضای تکنوکرات و غیرسیاسی دولت را دارد. او قوانین را برای اجرا امضا می‌کند و نفوذ زیادی در انتخاب نخست‌وزیر و سایر اعضای هیئت دولت دارد.
بیشتر قدرت و نفوذ رئیس‌جمهور در ایتالیا در قانون اساسی آن کشور شرح داده نشده‌است. بلکه در شأن و نفوذ اخلاقی-اجتماعی او نهفته‌است. برای سیاستمداران ایتالیا جایگاه رئیس‌جمهور، جایگاهی مورد احترام است و نهادهای قانون‌گذاری به پیشنهادها و دیدگاه‌های او مورد توجه ویژه‌ای می‌کنند.

## جانشین
کفیل رئیس‌جمهور (ایتالیایی: Presidente supplente della Repubblica) مقامی است که صریحاً در قانون اساسی ایتالیا پیش‌بینی نشده‌است. اما از مفاد مندرج در ماده ۸۶ ناشی می‌شود. در موارد متعددی مقامات مجبور بودند در غیاب رئیس دولت وساطت کنند (خصوصاً در صورت استعفای رئیس‌جمهور یا مشکلات سلامتی) و تا مشخص شدن رئیس‌جمهور بعدی، یک کفیل را برای مقام رئیس‌جمهور انتخاب کنند. بر پایه ماده مذکور، در کلیه مواردی که رئیس‌جمهور قادر به انجام وظایفش نباشد این وظایف توسط رئیس مجلس سنا انجام می‌شود که موقتاً به عنوان کفیل رئیس‌جمهور ایتالیا فعالیت می‌کند.